# Käringknut

Käringknut

Käringknut är den vanligaste benämningen på en knop bestående av två enkla överhandsknopar som är lagda på varandra. Käringknuten är en felaktig variant av råbandsknopen, där tamparna inte löper ut på samma sida ur öglorna. På många material är den svår att lösa upp om den dragits åt hårt.

## Namnet
Denna aviga och felaktigt lagda knut har många namn, några syftande på mormor, kvinnor i allmänhet eller landkrabbor, (dvs grupper som inte är sjömän), andra namn riktar in sig på att knuten är avigt lagd, eller på ett felaktigt sätt: käringknut (sjöm.: käringknop), (no och da: Kjærrirgknob), (ty.: Altweiberknoten, "mormorsknut"), (ho.: Valsche knoop, "falsk knop"),  (en.: granny, grandmother’s ("mormorsknut"), lubber’s knot "landkrabbans knut", false knot "falsk knut"), (fr.: nœud de vache, "koknut", tors, faux), (it.: Nodo falso "falsk knut", nodo dell’asino, "åsneknut", Groppo storto "avig knut"), (sp.: Nudo al revés "avig knut", de las mujeres, "kvinnoknut"), även varianter finns: ("horknut" (Gotland), "horeknude" och "hundeknude" (Jylland)). I Japan kallas den "vänsterknut", varvid vänster användes i förklenande betydelse.
Som ett mer neutralt namn för käringknuten används ibland blåknut, men samma beteckning torde även användas om knutar i allmänhet som håller, eller är svåra att lösa upp.

## Användning
Om käringknuten samsas och man bänslar de fria parterna så får man en knop som är mycket lämplig för bogsering. Den är lätt att lösa upp och den sliter inte så mycket på bogserlinan.
I Ashleys bok om knutar anges ett lämpligt användningssätt för käringknuten, nämligen som kirurgknut. Han såg också knuten användas för att binda ihop paket i affären, innan detta förfarande ersattes med papperspåsar.